# Ульберг, Уно
У́но Ве́рнер У́льберг (швед. Uno Werner Ullberg; 15 февраля 1879, Выборг, Великое княжество Финляндское — 12 января 1944, Хельсинки, Финляндия) — финский архитектор, живший и работавший преимущественно в Выборге.

## Биография
Родился 15 февраля 1879 года в Выборге.
В 1898 году окончил Выборгский лицей, а в 1903 году — политехнический институт в Гельсингфорсе, получив диплом архитектора.
До 1906 года работал в архитектурном бюро «Уско-Нюстрём — Петрелиус — Пенттиля», а в 1906 году вернулся в Выборг, где вместе с архитектором Класом Акселем Гюльденом открыл частное архитектурное бюро «Гюльден-Ульберг» (Gyldén&Ullberg), просуществовавшее до 1909 года. После закрытия бюро начал самостоятельную практику. В 1927 году был сопредседателем специальной топонимической комиссии местного отделения Финского литературного общества (совместно с О. Меурманом). Изначально был одним из видных представителей национального романтизма, но в процессе работы его взгляды претерпели эволюцию, и после строительства нескольких зданий в переходном неоклассическом стиле архитектор стал приверженцем функционализма.
В 1926 году на съезде архитекторов Фенноскандии, прошедшем в Выборге, постройки Ульберга получили высокую оценку. С 1932 по 1936 годы занимал пост главного архитектора Выборга, после чего его сменил Р. Юпюя.
Построил ряд домов в Выборге, а в 1922 году принял участие в реставрации выборгской Круглой башни. Кроме того, постройки Ульберга можно найти в Хельсинки, Оулу, Приозерске, Иматре и Сортавале.
В 2019 году в ознаменование 90-летия здания гостиницы «Выборг» и 140-летия со дня рождения её архитектора — Уно Ульберга — на фасаде здания гостиницы установлены памятные доски на русском и финском языках.

## Постройки

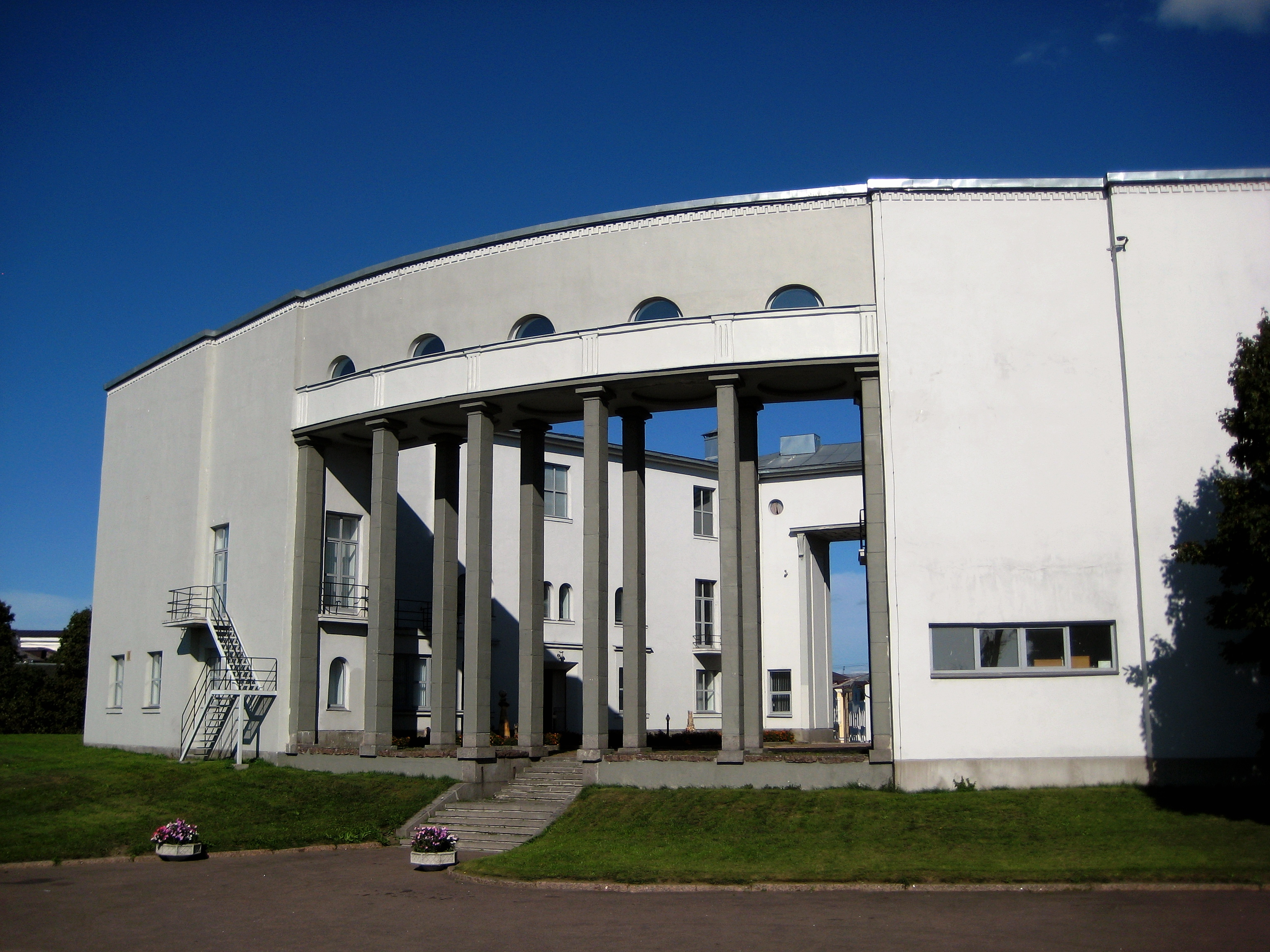
Центр «Эрмитаж-Выборг» (Viipurin taidemuseo)

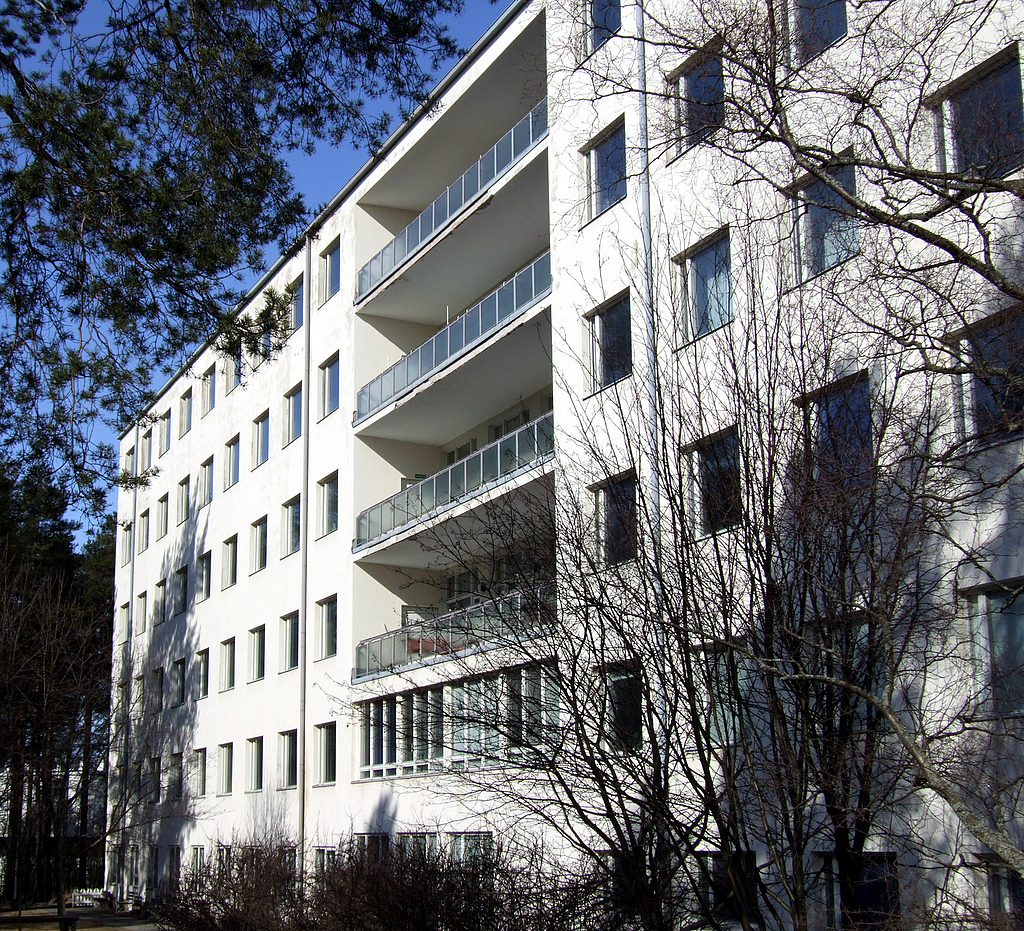
Городская больница в Оулу

### Постройки в Выборге
- Дом фирмы Хакман и Ко, «Гранитный дворец». Ул. Северный Вал, 5 / Подгорная ул., 14 (1908 г., по данным ВВ — 1909 г.; совместно А. Гюльденом)
- Контора и магазин «Фабрики прохладительных напитков и минеральных вод Фр. Шалиена», ул. Мира, 8. (1908, совместно А. Гюльденом)
- «Кулмахалл» — торговое здание с кинотеатром, завершившееся на обоих торцах высокими щипцами. Пересечение пр. Ленина и Красной пл. (1908, совместно с А. Гюльденом, снесён в 1937 году)
- Деревянный павильон в парке на горе Папула (1909, совместно с А. Гюльденом)
- Перестройка здания Финляндского объединённого банка и его торгового дома с рестораном «Лехтоваара», Крепостная ул., 24 (1910—1911)
- Жилой дом, Ленинградский просп., 10, Финляндский торговый банк и жилой дом АО «Карелия», пр. Ленина, 12 (1911—1915; по др. данным — 1914)
- Перестройка дома на углу улиц Крепостной и Новой Заставы (1916), (не сохранился, на месте дома теперь парковка с граффити
- Деловые и жилые дома Рихарда, Крепостная ул., 14 (1918)
- Дом Диппеля, Краснофлотская ул., 1 (1921)
- Телефонная станция, ул. Мира, 6 (1922, совместно с П. Уотилой)
- Перестроил в 1922 году Выборгский театр, интерьеры также перестраивались по его проекту (комплекс зданий Новой ратуши на Театральной улице)
- Жилой дом, ул. Южный Вал, 18, 20 (1923)
- Сахарный склад фирмы «Хакман и ко», Прогонная ул., 8 (1925)
- Реконструкция Круглой башни под исторический ресторан, Рыночная площадь (1925)
- Жилой дом компании «Varjo» (фин. Тень), ул. Южный Вал, 26, пересечение с ул. Красина (1927)
- Женское отделение городской больницы, Сборная ул., 2 (1928—1937 годы, по другим данным — 1935 г.)
- Редакция газеты «Карьяла», сейчас гостиница «Выборг», Ленинградский просп., 19 (1929)
- Выборгская больница сестёр милосердия, Октябрьская ул., 2 (1930)
- Художественная школа и музей изящных искусств на бастионе Панцерлакс, ул. П. Ф. Ладанова, 1 (1931)
- Городской ломбард, Выборгская ул., 4 (1931)
- Дом шведско-немецкого прихода, Выборгская ул., 21 (1932)
- Спортивный стадион (ныне стадион «Авангард») (1932)
- Летний «Зелёный  театр», Певческое поле (1932)
- Окружной архив, ул. Штурма, 1 (1933)
- В 1934 году перестроил гостиницу «Seurahuone» (фин. Дом собраний) под городской зал, театр и театральный ресторан на 150 мест (входила в комплекс зданий Новой ратуши. После войны здание разобрано)
- Реконструкция ресторана «Эспиля» и эстрады в городском парке-эспланаде после пожара (1934)
- Контора и магазин для «Viipuri Gas gasworks», Театральная ул., 4 (1935)
- Расширение автовокзала (1936 г. или 1937 г.)
- Церковь Всех Святых в новгородском стиле на кладбище в Ристимяки (1936, совместно с Н. А. Никулиным, не сохранилась)

#### В Выборгском районе
- Усадьба Е. В. Сельгрена[англ.] на острове Лодочном (полуостров Лодочный: фин. Venajansaari — Русский остров; 1913)
- Кирха в Каннельярви (пос. Победа, 1935), в руинированном состоянии, кровля и интерьеры не сохранились

### Постройки в Сортавале
- Здание Объединенного банка северных стран, Карельская ул., 19 (1913)
- Здание Банка Финляндии, пл. Вяйнямёйнена, 4 (1915)
- Жилой дом, пл. Вяйнямёйнена, 2/2 (1927)
- Торговый дом фирмы «Юхтион Раутта» (1915)
- Административное здание, ул. Ленина, 7 (1920-е)
- Жилой дом с общественными помещениями, Комсомольская ул., 8 (1930)
- Автобусная станция, ул. Кирова, 1 (1935)

### Постройки в Приозерске
- Филиал Объединенного банка северных стран, ул. Ленина, 18 (1925)

### Постройки в Финляндии
- Филиал Объединенного банка северных стран, Иматра (1932)
- Штаб-квартира медеплавильного завода «Outokumpu Oy», Оутокумпу (1937)
- Городская больница, Оулу (1938)
- Общественная больница, Кеми (1938)
- Деловой дом Бенсова, Хельсинки (1940)
- Детская больница, Хельсинки (1946, совместно с Эркки Линнасалми)